# Liste der Oberbürgermeister von Mannheim
Die Liste der Oberbürgermeister von Mannheim zeigt die Inhaber dieses Amtes seit 1810 auf. Davor waren die Stadtoberhäupter Ratsherren, die turnusmäßig wechselten. Seit 1810 wurde der Oberbürgermeister von den Bürgern gewählt. Zwischen 1832 und 1875 war die offizielle Bezeichnung des Amtes im Großherzogtum Baden Erster Bürgermeister. 
| Amtsbeginn | Amtsende | Amtsinhaber                | Partei     |
| ---------- | -------- | -------------------------- | ---------- |
| 1810       | 1820     | Johann Wilhelm Reinhardt   |            |
| 1820       | 1832     | Valentin Möhl              |            |
| 1833       | 1835     | Heinrich Andriano          |            |
| 1836       | 1849     | Ludwig Jolly               |            |
| 1849       | 1852     | Friedrich Reiß             |            |
| 1852       | 1861     | Heinrich Christian Diffené |            |
| 1861       | 1870     | Ludwig Achenbach           |            |
| 1870       | 1891     | Eduard Moll                |            |
| 1891       | 1908     | Otto Beck                  |            |
| 1908       | 1913     | Paul Martin                |            |
| 1914       | 1928     | Theodor Kutzer             |            |
| 1928       | 1933     | Hermann Heimerich          | SPD        |
| 1933       | 1945     | Carl Renninger             | NSDAP      |
| 1945       | 1948     | Josef Braun                | CDU (CPD*) |
| 1948       | 1949     | Fritz Cahn-Garnier         | SPD        |
| 1949       | 1955     | Hermann Heimerich          | SPD        |
| 1956       | 1972     | Hans Reschke               | parteilos  |
| 1972       | 1980     | Ludwig Ratzel              | SPD        |
| 1980       | 1983     | Wilhelm Varnholt           | SPD        |
| 1983       | 2007     | Gerhard Widder             | SPD        |
| 2007       | 2023     | Peter Kurz                 | SPD        |
| 2023       |          | Christian Specht           | CDU        |

* Josef Braun war zunächst Mitglied der CPD, einer Vorgängerpartei der Mannheimer CDU.